# ألاستير فورسيث
ألاستير فورسيث (بالإنجليزية: Alastair Forsyth)‏ هو لاعب غولف بريطاني، ولد في 5 فبراير 1976 في غلاسكو في المملكة المتحدة.

## وصلات خارجية
- ألاستير فورسيث على موقع رابطة أوروبا للاعبي الغولف المحترفين (الإنجليزية)
- ألاستير فورسيث على موقع التصنيف العالمي الرسمي للغولف (الإنجليزية)